# We Die Young
"We Die Young" é um single em formato EP e o primeiro lançamento oficial da banda estadunidense Alice in Chains. Foi lançado em Julho de 1990, pouco tempo antes do álbum de estréia da banda, Facelift, e entrou para o top 5 como faixa de metal na época de seu lançamento.
O EP possui três músicas: "We Die Young", "It Ain't Like That" e "Killing Yourself", e as duas primeiras foram incluídas no cd Facelift.
A faixa título teve duas versões em vídeo, sendo que a lançada oficialmente exibe os membros da banda tocando enquanto várias pessoas se afogam em uma piscina de sangue.

## Temas
| “ | "We Die Young" é sobre violência de gangues. Isso foi algo que estava acontecendo em Seattle, algo que meio que abriu nossos olhos. Simplesmente parecia que as coisas estavam fugindo do controle. Incidentes onde crianças estavam levando tiros, e tendo seus tênis tirados de seus cadáveres. Só parece que estas crianças estão morrendo em uma idade cada vez mais jovem e se envolvendo em atividade de gangues. | ” |

| “ | Eu havia acabado de me mudar temporariamente com Susan Silver porque Sean e eu tivemos uma briga. Então eu estava andando no ônibus para o ensaio e eu vi todas estas crianças de 9, 10, 11 anos com beepers negociando drogas. A visão de uma criança de 10 anos com um beeper e um telefone celular vendendo drogas igualou a "We Die Young" para mim. | ” |

## Faixas

### CD Single
1. "We Die Young" (Cantrell) - 2:31

### EP Promocional (apenas em vinil e fita cassete)
1. "We Die Young" (Cantrell) - 2:31
2. "It Ain't Like That" (Cantrell/Starr/Kinney) - 4:38
3. "Killing Yourself" (Cantrell/Staley) - 2:59

- "We Die Young" e "It Ain't Like That" também aparecem no primeiro álbum do Alice in Chains, Facelift. Uma outra demo de "Killing Yourself" foi posteriormente lançada no box-set Music Bank.